# استفان روگری
استفان روگری (انگلیسی: Stephan Ruggeri؛ زادهٔ ۱۳ اکتبر ۱۹۹۶) بازیکن فوتبال اهل آرژانتین است.